# Liste des coureurs du Tour de France 2011
Cette page dresse la liste des coureurs du Tour de France 2011, disputé par 198 coureurs, répartis dans 22 équipes représentant 29 pays, et dont 167 ont terminé la course.

## Liste des coureurs
La liste ci-dessous présente les coureurs inscrits par numéro de dossard,.
| Légende                             | Légende                                                                                         | Légende                                | Légende                                                                                                  |
| ----------------------------------- | ----------------------------------------------------------------------------------------------- | -------------------------------------- | --- |
| Num                                 | Dossard de départ porté par le coureur sur ce Tour de France                                    | Pos                                    | Position finale au classement général                                                                    |
| Leader du classement général        | Indique le vainqueur du classement général                                                      | Leader du classement par points        | Indique le vainqueur du classement par points                                                            |
| Leader du classement de la montagne | Indique le vainqueur du classement de la montagne                                               | Leader du classement du meilleur jeune | Indique le vainqueur du classement du meilleur jeune                                                     |
| Meilleure équipe                    | Indique la meilleure équipe                                                                     | Super combatif                         | Indique le super combatif                                                                                |
|                                     | Indique un maillot de champion national ou mondial, suivi de sa spécialité                      | NP                                     | Indique un coureur qui n'a pas pris le départ d'une étape, suivi du numéro de l'étape où il s'est retiré |
| AB                                  | Indique un coureur qui n'a pas terminé une étape, suivi du numéro de l'étape où il s'est retiré | HD                                     | Indique un coureur qui a terminé une étape hors des délais, suivi du numéro de l'étape                   |
| EX                                  | Coureur exclu pour non-respect du règlement, suivi du numéro de l'étape                         | *                                      | Indique un coureur en lice pour le classement du meilleur jeune (coureurs nés après le )                 |

| Saxo Bank-Sungard SBS             | Saxo Bank-Sungard SBS        | Saxo Bank-Sungard SBS |
| --------------------------------- | ---------------------------- | --------------------- |
| Num                               | Coureur                      | Pos                   |
| 1                                 | Alberto Contador (ESP)       | 5e                    |
| 2                                 | Jesús Hernández (ESP)        | 92e                   |
| 3                                 | Daniel Navarro (ESP)         | 62e                   |
| 4                                 | Benjamín Noval (ESP)         | 116e                  |
| 5                                 | Richie Porte (AUS)           | 72e                   |
| 6                                 | Chris Anker Sørensen (DEN)   | 37e                   |
| 7                                 | Nicki Sørensen (DEN) → Route | 95e                   |
| 8                                 | Matteo Tosatto (ITA)         | 123e                  |
| 9                                 | Brian Vandborg (DEN)         | 125e                  |
| Directeur sportif : Bradley McGee |                              |                       |

| Leopard-Trek LEO                 | Leopard-Trek LEO                      | Leopard-Trek LEO |
| -------------------------------- | ------------------------------------- | ---------------- |
| Num                              | Coureur                               | Pos              |
| 11                               | Andy Schleck (LUX)                    | 2e               |
| 12                               | Fabian Cancellara (SUI) → CLM → Route | 119e             |
| 13                               | Jakob Fuglsang (DEN)                  | 50e              |
| 14                               | Linus Gerdemann (GER)                 | 60e              |
| 15                               | Maxime Monfort (BEL)                  | 29e              |
| 16                               | Stuart O'Grady (AUS)                  | 78e              |
| 17                               | Joost Posthuma (NED)                  | 108e             |
| 18                               | Fränk Schleck (LUX) → Route           | 3e               |
| 19                               | Jens Voigt (GER)                      | 67e              |
| Directeur sportif : Kim Andersen |                                       |                  |

| Euskaltel-Euskadi EUS                         | Euskaltel-Euskadi EUS | Euskaltel-Euskadi EUS |
| --------------------------------------------- | --------------------- | --------------------- |
| Num                                           | Coureur               | Pos                   |
| 21                                            | Samuel Sánchez (ESP)  | 6e                    |
| 22                                            | Gorka Izagirre (ESP)* | 66e                   |
| 23                                            | Egoi Martínez (ESP)   | 34e                   |
| 24                                            | Alan Pérez (ESP)      | 94e                   |
| 25                                            | Rubén Pérez (ESP)     | 75e                   |
| 26                                            | Amets Txurruka (ESP)  | AB-9                  |
| 27                                            | Pablo Urtasun (ESP)   | 149e                  |
| 28                                            | Iván Velasco (ESP)    | NP-6                  |
| 29                                            | Gorka Verdugo (ESP)   | 25e                   |
| Directeur sportif : Igor González de Galdeano |                       |                       |

| Omega Pharma-Lotto OLO            | Omega Pharma-Lotto OLO         | Omega Pharma-Lotto OLO |
| --------------------------------- | ------------------------------ | ---------------------- |
| Num                               | Coureur                        | Pos                    |
| 31                                | Jurgen Van den Broeck (BEL)    | AB-9                   |
| 32                                | Philippe Gilbert (BEL) → Route | 38e                    |
| 33                                | André Greipel (GER)            | 156e                   |
| 34                                | Sebastian Lang (GER)           | 113e                   |
| 35                                | Jürgen Roelandts (BEL)         | 85e                    |
| 36                                | Marcel Sieberg (GER)           | 141e                   |
| 37                                | Jurgen Van de Walle (BEL)      | AB-4                   |
| 38                                | Jelle Vanendert (BEL)          | 20e                    |
| 39                                | Frederik Willems (BEL)         | AB-9                   |
| Directeur sportif : Herman Frison |                                |                        |

| Rabobank RAB                             | Rabobank RAB                  | Rabobank RAB |
| ---------------------------------------- | ----------------------------- | ------------ |
| Num                                      | Coureur                       | Pos          |
| 41                                       | Robert Gesink (NED)*          | 33e          |
| 42                                       | Carlos Barredo (ESP)          | 35e          |
| 43                                       | Lars Boom (NED)*              | AB-13        |
| 44                                       | Juan Manuel Gárate (ESP)      | NP-9         |
| 45                                       | Bauke Mollema (NED)*          | 70e          |
| 46                                       | Grischa Niermann (GER)        | 71e          |
| 47                                       | Luis León Sánchez (ESP) → CLM | 57e          |
| 48                                       | Laurens ten Dam (NED)         | 58e          |
| 49                                       | Maarten Tjallingii (NED)      | 99e          |
| Directeur sportif : Adri van Houwelingen |                               |              |

| Garmin-Cervélo GRM                     | Garmin-Cervélo GRM                  | Garmin-Cervélo GRM |
| -------------------------------------- | ----------------------------------- | ------------------ |
| Num                                    | Coureur                             | Pos                |
| 51                                     | Thor Hushovd (NOR) → Route          | 68e                |
| 52                                     | Tom Danielson (USA)                 | 9e                 |
| 53                                     | Julian Dean (NZL)                   | 145e               |
| 54                                     | Tyler Farrar (USA)                  | 159e               |
| 55                                     | Ryder Hesjedal (CAN)                | 18e                |
| 56                                     | David Millar (GBR)                  | 76e                |
| 57                                     | Ramūnas Navardauskas (LTU)* → Route | 157e               |
| 58                                     | Christian Vande Velde (USA)         | 17e                |
| 59                                     | David Zabriskie (USA) → CLM         | AB-9               |
| Directeur sportif : Jonathan Vaughters |                                     |                    |

| Astana AST                          | Astana AST                 | Astana AST |
| ----------------------------------- | -------------------------- | ---------- |
| Num                                 | Coureur                    | Pos        |
| 61                                  | Alexandre Vinokourov (KAZ) | AB-9       |
| 62                                  | Rémy Di Grégorio (FRA)     | 39e        |
| 63                                  | Dmitriy Fofonov (KAZ)      | 106e       |
| 64                                  | Andriy Grivko (UKR)        | 144e       |
| 65                                  | Maxim Iglinskiy (KAZ)      | 105e       |
| 66                                  | Roman Kreuziger (CZE)*     | 112e       |
| 67                                  | Paolo Tiralongo (ITA)      | AB-17      |
| 68                                  | Tomas Vaitkus (LTU)        | 140e       |
| 69                                  | Andrey Zeits (KAZ)*        | 45e        |
| Directeur sportif : Alexandr Shefer |                            |            |

| RadioShack RSH                     | RadioShack RSH              | RadioShack RSH |
| ---------------------------------- | --------------------------- | -------------- |
| Num                                | Coureur                     | Pos            |
| 71                                 | Janez Brajkovič (SLO) → CLM | AB-5           |
| 72                                 | Christopher Horner (USA)    | NP-8           |
| 73                                 | Markel Irizar (ESP)         | 84e            |
| 74                                 | Andreas Klöden (GER)        | AB-13          |
| 75                                 | Levi Leipheimer (USA)       | 32e            |
| 76                                 | Dmitriy Muravyev (KAZ)      | 129e           |
| 77                                 | Sérgio Paulinho (POR)       | 81e            |
| 78                                 | Yaroslav Popovych (UKR)     | NP-10          |
| 79                                 | Haimar Zubeldia (ESP)       | 16e            |
| Directeur sportif : Johan Bruyneel |                             |                |

| Movistar MOV                      | Movistar MOV                     | Movistar MOV |
| --------------------------------- | -------------------------------- | ------------ |
| Num                               | Coureur                          | Pos          |
| 81                                | David Arroyo (ESP)               | 36e          |
| 82                                | Andrey Amador (CRC)*             | 166e         |
| 83                                | Rui Costa (POR)*                 | 90e          |
| 84                                | Imanol Erviti (ESP)              | 88e          |
| 85                                | José Iván Gutiérrez (ESP)        | 102e         |
| 86                                | Beñat Intxausti (ESP)*           | AB-8         |
| 87                                | Vasil Kiryienka (BLR)            | HD-6         |
| 88                                | José Joaquín Rojas (ESP) → Route | 80e          |
| 89                                | Francisco Ventoso (ESP)          | 139e         |
| Directeur sportif : Yvon Ledanois |                                  |              |

| Liquigas-Cannondale LIQ             | Liquigas-Cannondale LIQ    | Liquigas-Cannondale LIQ |
| ----------------------------------- | -------------------------- | ----------------------- |
| Num                                 | Coureur                    | Pos                     |
| 91                                  | Ivan Basso (ITA)           | 8e                      |
| 92                                  | Maciej Bodnar (POL)        | 143e                    |
| 93                                  | Kristjan Koren (SLO)*      | 87e                     |
| 94                                  | Paolo Longo Borghini (ITA) | 126e                    |
| 95                                  | Daniel Oss (ITA)*          | 100e                    |
| 96                                  | Maciej Paterski (POL)*     | 69e                     |
| 97                                  | Fabio Sabatini (ITA)       | 167e                    |
| 98                                  | Sylwester Szmyd (POL)      | 42e                     |
| 99                                  | Alessandro Vanotti (ITA)   | 133e                    |
| Directeur sportif : Stefano Zanatta |                            |                         |

| AG2R La Mondiale ALM               | AG2R La Mondiale ALM         | AG2R La Mondiale ALM |
| ---------------------------------- | ---------------------------- | -------------------- |
| Num                                | Coureur                      | Pos                  |
| 101                                | Nicolas Roche (IRL)          | 26e                  |
| 102                                | Maxime Bouet (FRA)*          | 55e                  |
| 103                                | Hubert Dupont (FRA)          | 22e                  |
| 104                                | John Gadret (FRA)            | NP-11                |
| 105                                | Sébastien Hinault (FRA)      | 111e                 |
| 106                                | Blel Kadri (FRA)*            | 117e                 |
| 107                                | Sébastien Minard (FRA)       | 110e                 |
| 108                                | Jean-Christophe Péraud (FRA) | 10e                  |
| 109                                | Christophe Riblon (FRA)      | 51e                  |
| Directeur sportif : Vincent Lavenu |                              |                      |

| Sky SKY                        | Sky SKY                             | Sky SKY |
| ------------------------------ | ----------------------------------- | ------- |
| Num                            | Coureur                             | Pos     |
| 111                            | Bradley Wiggins (GBR) → Route → CLM | AB-7    |
| 112                            | Juan Antonio Flecha (ESP)           | 98e     |
| 113                            | Simon Gerrans (AUS)                 | 96e     |
| 114                            | Edvald Boasson Hagen (NOR)* → CLM   | 53e     |
| 115                            | Christian Knees (GER)               | 64e     |
| 116                            | Ben Swift (GBR)*                    | 137e    |
| 117                            | Geraint Thomas (GBR)*               | 31e     |
| 118                            | Rigoberto Urán (COL)*               | 24e     |
| 119                            | Xabier Zandio (ESP)                 | 48e     |
| Directeur sportif : Sean Yates |                                     |         |

| Quick Step QST                       | Quick Step QST                 | Quick Step QST |
| ------------------------------------ | ------------------------------ | -------------- |
| Num                                  | Coureur                        | Pos            |
| 121                                  | Sylvain Chavanel (FRA) → Route | 61e            |
| 122                                  | Tom Boonen (BEL)               | AB-7           |
| 123                                  | Gerald Ciolek (GER)*           | 150e           |
| 124                                  | Kevin De Weert (BEL)           | 13e            |
| 125                                  | Dries Devenyns (BEL)           | 46e            |
| 126                                  | Addy Engels (NED)              | 146e           |
| 127                                  | Jérôme Pineau (FRA)            | 54e            |
| 128                                  | Gert Steegmans (BEL)           | NP-13          |
| 129                                  | Niki Terpstra (NED)            | 134e           |
| Directeur sportif : Wilfried Peeters |                                |                |

| FDJ                                 | FDJ                      | FDJ   |
| ----------------------------------- | ------------------------ | ----- |
| Num                                 | Coureur                  | Pos   |
| 131                                 | Sandy Casar (FRA)        | 27e   |
| 132                                 | William Bonnet (FRA)     | HD-14 |
| 133                                 | Mickaël Delage (FRA)     | 132e  |
| 134                                 | Arnold Jeannesson (FRA)* | 15e   |
| 135                                 | Gianni Meersman (BEL)    | 77e   |
| 136                                 | Rémi Pauriol (FRA)       | AB-7  |
| 137                                 | Anthony Roux (FRA)*      | 101e  |
| 138                                 | Jérémy Roy (FRA)         | 86e   |
| 139                                 | Arthur Vichot (FRA)*     | 104e  |
| Directeur sportif : Thierry Bricaud |                          |       |

| BMC Racing BMC                    | BMC Racing BMC         | BMC Racing BMC |
| --------------------------------- | ---------------------- | -------------- |
| Num                               | Coureur                | Pos            |
| 141                               | Cadel Evans (AUS)      | 1er            |
| 142                               | Brent Bookwalter (USA) | 114e           |
| 143                               | Marcus Burghardt (GER) | 164e           |
| 144                               | George Hincapie (USA)  | 56e            |
| 145                               | Amaël Moinard (FRA)    | 65e            |
| 146                               | Steve Morabito (SUI)   | 49e            |
| 147                               | Manuel Quinziato (ITA) | 115e           |
| 148                               | Ivan Santaromita (ITA) | 83e            |
| 149                               | Michael Schär (SUI)*   | 103e           |
| Directeur sportif : John Lelangue |                        |                |

| Cofidis COF                     | Cofidis COF                | Cofidis COF |
| ------------------------------- | -------------------------- | ----------- |
| Num                             | Coureur                    | Pos         |
| 151                             | Rein Taaramäe (EST)* → CLM | 12e         |
| 152                             | Mickaël Buffaz (FRA)       | 131e        |
| 153                             | Samuel Dumoulin (FRA)      | 162e        |
| 154                             | Leonardo Duque (COL)       | 121e        |
| 155                             | Julien El Fares (FRA)      | 40e         |
| 156                             | Tony Gallopin (FRA)*       | 79e         |
| 157                             | David Moncoutié (FRA)      | 41e         |
| 158                             | Tristan Valentin (FRA)     | 118e        |
| 159                             | Romain Zingle (BEL)*       | 152e        |
| Directeur sportif : Didier Rous |                            |             |

| Lampre-ISD LAM                    | Lampre-ISD LAM              | Lampre-ISD LAM |
| --------------------------------- | --------------------------- | -------------- |
| Num                               | Coureur                     | Pos            |
| 161                               | Damiano Cunego (ITA)        | 7e             |
| 162                               | Leonardo Bertagnolli (ITA)  | AB-18          |
| 163                               | Grega Bole (SLO) → Route    | 127e           |
| 164                               | Matteo Bono (ITA)           | 93e            |
| 165                               | Danilo Hondo (GER)          | 109e           |
| 166                               | Denys Kostyuk (UKR)         | 153e           |
| 167                               | David Loosli (SUI)          | 59e            |
| 168                               | Adriano Malori (ITA)* → CLM | 91e            |
| 169                               | Alessandro Petacchi (ITA)   | 107e           |
| Directeur sportif : Orlando Maini |                             |                |

| HTC-Highroad THR               | HTC-Highroad THR          | HTC-Highroad THR |
| ------------------------------ | ------------------------- | ---------------- |
| Num                            | Coureur                   | Pos              |
| 171                            | Mark Cavendish (GBR)      | 130e             |
| 172                            | Lars Ytting Bak (DEN)     | 154e             |
| 173                            | Bernhard Eisel (AUT)      | 161e             |
| 174                            | Matthew Goss (AUS)*       | 142e             |
| 175                            | Tony Martin (GER)         | 44e              |
| 176                            | Danny Pate (USA)          | 165e             |
| 177                            | Mark Renshaw (AUS)        | 163e             |
| 178                            | Tejay van Garderen (USA)* | 82e              |
| 179                            | Peter Velits (SVK)        | 19e              |
| Directeur sportif : Brian Holm |                           |                  |

| Europcar EUC                          | Europcar EUC                | Europcar EUC |
| ------------------------------------- | --------------------------- | ------------ |
| Num                                   | Coureur                     | Pos          |
| 181                                   | Thomas Voeckler (FRA)       | 4e           |
| 182                                   | Anthony Charteau (FRA)      | 52e          |
| 183                                   | Cyril Gautier (FRA)*        | 43e          |
| 184                                   | Yohann Gène (FRA)           | 158e         |
| 185                                   | Vincent Jérôme (FRA)        | 155e         |
| 186                                   | Christophe Kern (FRA) → CLM | AB-5         |
| 187                                   | Perrig Quéméneur (FRA)      | 151e         |
| 188                                   | Pierre Rolland (FRA)*       | 11e          |
| 189                                   | Sébastien Turgot (FRA)      | 120e         |
| Directeur sportif : Dominique Arnould |                             |              |

| Team Katusha KAT                     | Team Katusha KAT             | Team Katusha KAT |
| ------------------------------------ | ---------------------------- | ---------------- |
| Num                                  | Coureur                      | Pos              |
| 191                                  | Vladimir Karpets (RUS)       | 28e              |
| 192                                  | Pavel Brutt (RUS) → Route    | AB-9             |
| 193                                  | Denis Galimzyanov (RUS)*     | HD-12            |
| 194                                  | Vladimir Gusev (RUS)         | 23e              |
| 195                                  | Mikhail Ignatiev (RUS) → CLM | 147e             |
| 196                                  | Vladimir Isaychev (RUS)*     | AB-13            |
| 197                                  | Alexandr Kolobnev (RUS)      | EX-10            |
| 198                                  | Egor Silin (RUS)*            | 73e              |
| 199                                  | Yury Trofimov (RUS)          | 30e              |
| Directeur sportif : Dimitri Konyshev |                              |                  |

| Vacansoleil-DCM VCD                          | Vacansoleil-DCM VCD     | Vacansoleil-DCM VCD |
| -------------------------------------------- | ----------------------- | ------------------- |
| Num                                          | Coureur                 | Pos                 |
| 201                                          | Romain Feillu (FRA)     | NP-12               |
| 202                                          | Borut Božič (SLO)       | 136e                |
| 203                                          | Thomas De Gendt (BEL)*  | 63e                 |
| 204                                          | Johnny Hoogerland (NED) | 74e                 |
| 205                                          | Björn Leukemans (BEL)   | HD-19               |
| 206                                          | Marco Marcato (ITA)     | 89e                 |
| 207                                          | Wout Poels (NED)*       | AB-9                |
| 208                                          | Rob Ruijgh (NED)*       | 21e                 |
| 209                                          | Lieuwe Westra (NED)     | 128e                |
| Directeur sportif : Hilaire Van der Schueren |                         |                     |

| Saur-Sojasun SAU                    | Saur-Sojasun SAU         | Saur-Sojasun SAU |
| ----------------------------------- | ------------------------ | ---------------- |
| Num                                 | Coureur                  | Pos              |
| 211                                 | Jérôme Coppel (FRA)*     | 14e              |
| 212                                 | Arnaud Coyot (FRA)       | 148e             |
| 213                                 | Anthony Delaplace (FRA)* | 135e             |
| 214                                 | Jimmy Engoulvent (FRA)   | 160e             |
| 215                                 | Jérémie Galland (FRA)    | 138e             |
| 216                                 | Jonathan Hivert (FRA)    | 97e              |
| 217                                 | Fabrice Jeandesboz (FRA) | 124e             |
| 218                                 | Laurent Mangel (FRA)     | 122e             |
| 219                                 | Yannick Talabardon (FRA) | 47e              |
| Directeur sportif : Stéphane Heulot |                          |                  |